# Piel (île)
Pour les articles homonymes, voir Piel.
Piel est une île du Royaume-Uni située en mer d'Irlande, près de la côte nord-ouest de l'Angleterre. Elle fait partie de la ville de Barrow-in-Furness, dans le comté de Cumbria.

## Géographie
Située à un kilomètre de la côte, elle est l'une des sept îles de Furness. Sa superficie n'est que de 20 ha.
Elle abrite le château de Piel. 
Elle est reliée à la Grande-Bretagne par un ferry saisonnier.